# Franklin Sousley
Franklin Runyon Sousley (Hill Top, Fleming County, Kentucky, EE. UU. 19 de septiembre de 1925 – Iōtō 21 de marzo de 1945) fue uno de los cinco marines- el sexto hombre era un sanitario de la Armada estadounidense - captados en la fotografía Alzando la bandera en Iwo Jima, durante la Segunda Guerra Mundial.
A los dieciocho años recibió la notificación del llamado a las filas del ejército y se convirtió en marine. Estuvo presente durante la batalla de Iwo Jima, donde tomó parte en el alzamiento de la segunda bandera, evento que quedó plasmado en fotografía por Joe Rosenthal y la cual ganaría el Premio Pulitzer de Fotografía ese mismo año.
El 21 de marzo de 1945 Sousley recibió un disparo por parte de un francotirador japonés, que le produjo la muerte.